# Untitled Film Stills
Untitled Film Stills é uma série de fotografias em preto e branco da artista visual americana Cindy Sherman, produzidas predominantemente entre 1977 e 1980, que lhe renderam reconhecimento internacional. Sherman se apresenta em diversos papéis femininos estereotipados, inspirados em filmes das décadas de 1950 e 1960.
Elas representam clichês ou tipos femininos "que estão profundamente enraizados no imaginário cultural". Mais tarde, foi patrocinada por Madonna no Museu de Arte Moderna (Nova Iorque) (MoMA) em 1997.

## Detalhes
Cindy Sherman posa em vários papéis femininos estereotipados, inspirados em Hollywood, no cinema noir, filmes B e filmes de arte europeus das décadas de 1950 e 1960. Elas representam clichês ou tipos femininos (a office girl, a mulher-bomba, a garota em fuga, a dona de casa e assim por diante) "que estão profundamente arraigados no imaginário cultural". As personagens em todas essas fotografias estão sempre olhando para longe da câmera e para fora do enquadramento. Sherman se coloca em cada um desses papéis, tornando-se tanto a artista quanto o sujeito da obra.

## Descrição
A historiadora de arte Rosalind E. Krauss descreveu a série como "cópias sem originais". Todas as imagens não têm título, pois Sherman queria preservar sua ambiguidade. Os números afiliados a obras de arte individuais são atribuídos por sua galeria, principalmente como um sistema de catalogação. Em dezembro de 1995, o Museu de Arte Moderna (MOMA) adquiriu todas as sessenta e nove fotografias em preto e branco da série.[2] Sherman decidiu posteriormente adicionar mais uma imagem, elevando a série para setenta. Em exposições anteriores no MOMA, as fotografias não são penduradas cronologicamente, nem agrupadas de acordo com tema, local ou conteúdo. Modestas em escala em comparação com as fotografias cibachrome posteriores de Sherman, todas têm 8½ × 11 polegadas, cada uma exibida em molduras pretas simples e idênticas. O acabamento brilhante e a escala destinam-se a fazer referência a fotos publicitárias ou promocionais de um filme.
No ensaio The Making of Untitled, Sherman reflete sobre seus primórdios com esta série:
Suponho que inconscientemente, ou semiconscientemente na melhor das hipóteses, eu estava lutando com algum tipo de turbulência própria sobre entender as mulheres. As personagens não eram bobas; não eram apenas atrizes de cabeça de vento. Eram mulheres lutando com algo, mas eu não sabia o quê. As roupas as fazem parecer de uma certa maneira, mas então você olha para a expressão delas, por mais sutil que seja, e se pergunta se talvez "elas" não sejam o que as roupas estão comunicando. Eu não estava trabalhando com uma "consciência" elevada, mas definitivamente senti que as personagens estão questionando algo — talvez sendo forçadas a um determinado papel. Ao mesmo tempo, esses papéis estão no cinema: as mulheres não estão sendo realistas, elas estão atuando. Há tantos níveis de artifício. Eu gosto de toda essa confusão de ambiguidade.
A curadora de arte Eva Respini afirmou que este é “indiscutivelmente um dos conjuntos de trabalho mais significativos feitos no século XX e completamente canonizado por historiadores de arte, curadores e críticos”.
A série Untitled Film Stills ocupa um lugar seminal na história da arte contemporânea por sua abordagem crítica e desconstrução das representações femininas na cultura visual do século XX.
Embora cada fotografia evoque com maestria uma narrativa suspensa — uma cena que parece capturada de um filme inexistente —, nenhuma delas possui título, reforçando o caráter genérico e anônimo das personagens. Sherman apropria-se dos signos da moda, da publicidade, do cinema e da fotografia documental, sublinhando a construção performática e instável da identidade. Suas imagens não retratam um "eu" fixo, mas uma sequência de papéis socialmente ensaiados e culturalmente impostos.
A artista, ao se colocar como objeto e sujeito da própria obra, tensiona as fronteiras entre autorrepresentação e ficção, apontando para o caráter ilusório da autenticidade visual. A série desmonta a tradição da representação feminina não apenas ao questionar a iconografia patriarcal, mas ao expor o dispositivo de sedução imagética que sustenta a cultura do olhar — o que Laura Mulvey, em seu célebre ensaio "Visual Pleasure and Narrative Cinema" (1975), diagnosticou como o "male gaze", o olhar cinematográfico masculino que molda a mulher como objeto de desejo e espetáculo.
Sherman, com ironia e distanciamento crítico, revela como o sujeito feminino é, na cultura visual moderna, uma construção moldada por signos externos e pela expectativa alheia, nunca uma essência autônoma ou um "eu verdadeiro". Por meio de suas personagens fictícias, ela expõe a fluidez da identidade como performance e antecipa discussões centrais da arte e da teoria feminista, que atravessariam as décadas seguintes.
Untitled Film Stills não apenas desestabiliza os códigos de verossimilhança fotográfica, como também aponta para a fragilidade das narrativas que atribuem papéis fixos às mulheres, seja na arte, seja na vida. Por isso, a série é considerada não só um marco do pós-modernismo, mas um dos mais potentes comentários visuais sobre gênero, identidade e representação na arte do século XX.

## Legado
Uma seleção de 21 fotografias da série foi vendida pela Christie's por US$ 6.773.000 em 11 de novembro de 2014.
A foto Untitled Film Still #21 foi listada como uma das 100 fotografias mais influentes de todos os tempos pela revista TIME.
Três cópias da foto Untitled Film Still #48 de um filme estavam entre as mais caras já vendidas, sendo vendidas por valores entre 1 e 3 milhões de dólares.